# Кајекс ан Сантер
Кајекс ан Сантер (фр. Cayeux-en-Santerre) насеље је и општина у североисточној Француској у региону Пикардија, у департману Сома која припада префектури Мондидје.
По подацима из 2011. године у општини је живело 126 становника, а густина насељености је износила 23,16 становника/km². Општина се простире на површини од 5,44 km². Налази се на средњој надморској висини од 55 метара (максималној 96 m, а минималној 49 m).

## Демографија
| 1962. | 1968. | 1975. | 1982. | 1990. | 1999. | 2011. |
| ----- | ----- | ----- | ----- | ----- | ----- | ----- |
| 94    | 101   | 87    | 84    | 87    | 79    | 126   |

График промене броја становника у току последњих година